# Slaviska gudar
I denna artikel listas gudar ur slavisk mytologi, det vill säga slavernas ursprungliga religion, kortfattade beskrivningar av deras funktion och urkundernas upplysningar om dem. 

## Slavernas gemensamma gudar
- Perun – åskguden, gudavärldens främste gud [1]
- Mat Zemlja eller Moder jord – en kvinnogestalt som personifierar fruktbarheten och den livgivande modern. Jämför med slavernas sedvänja att svära jorden trohet, bikta sig för jorden, kyssa jorden, osv.

## Östslavernasgudar
Furst Vladimirs pantheon

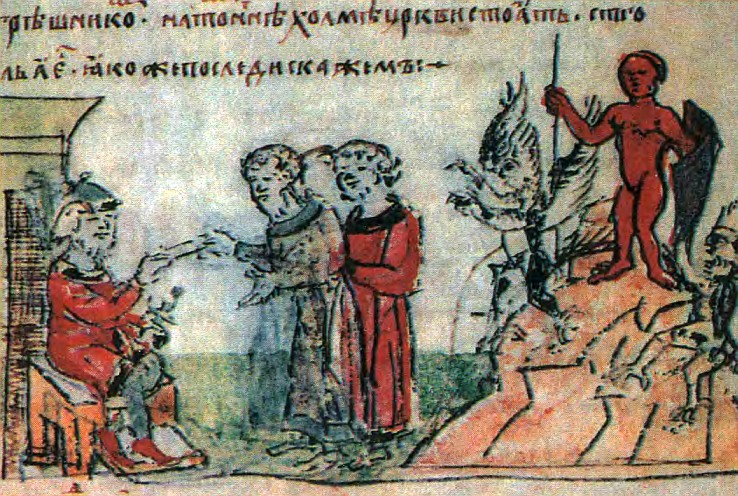
Vladimirs pantheon avbildad i en gammal anteckningsbok

- Perun – den främste guden, beskyddare av furstar och hirder, även åskguden[2] Byttes ut mot profeten Elia.
- Chors – personifierar solen
- Dazjbog – solguden, låser in vintern och låser upp våren, bröllopsbeskyddare, stamfader för ryska folket, från furstar till jordbrukare
- Stribog - en gudom som förmodligen förknippas med atmosfären (vinden)
- Simargl eller Semargl - en halvgud med oklar funktion, möjligen en budbärare mellan de himmelska och jordiska världarna
- Mokosj eller Makosj – en kvinnlig gudom, beskyddarinna av spånad och vävning. Byttes ut mot den heliga Paraskeva (eller Pjatnitsa, i betydelsen dagen före helg)

Andra gudar i det forntida Rus
- Volos~Veles – uppfattas ofta som identiska, men enligt urkunderna har de olika funktioner:
  - Volos – ”boskapsguden”, beskyddare av boskapen. Byttes ut mot den helige Blasius
  - Veles – en gud som beskyddar sagoberättare och poesi
- Börd och föderskor – personifierar den nyföddes öde, ”vad som står skrivet vid födseln”
- Svarog – möjligen smedguden
- Svarozjitj – personifierar elden[a]

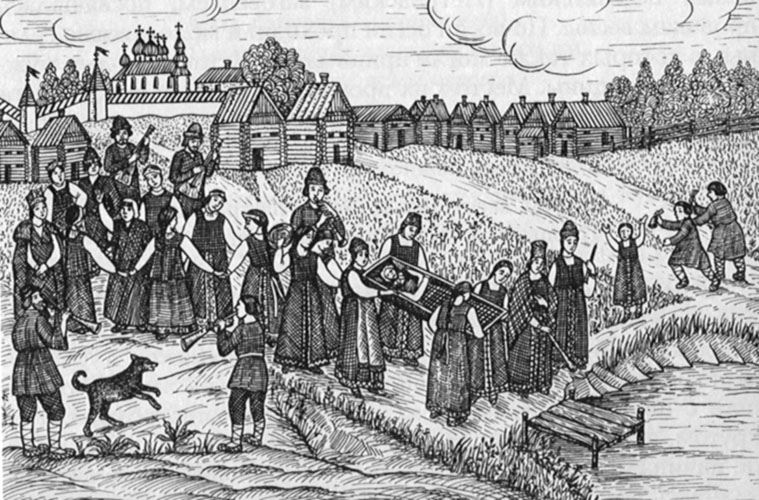
Kostromas begravning. Träsnitt från 1800-talet

Rituella fruktbarhetsväsen och symboler
De är inte gudar i direkt mening, utan en ålderdomlig utvecklingfas i kulten av gudarnas döende och återfödelse. De är dockor, fyllda av koncentrerad fruktbarhets- och ymnighetskraft. Efter hedersbetygelser och begråtande slits dockorna sönder, dränks eller bränns upp. Det som återstår sprids över åkrarna eller i fähusen.
- Maslenitsa-docka[3]
- Jarilo[4]
- Kostroma[3]
- Kostrubonka[3]

Väsen som personifierar högtiderna i folklore
- Koljada
- Maslenitsa
- Kupala

”Gudar” och väsen med litterärt ursprung
- Trojan – ett forntida symboliskt väsen i Igorkvädet. I andra källor räknas det upp tillsammans med övriga gudar. Blev synbarligen lånad till Rus från den sydslaviska folkloretraditionen.
- Dyj – en namnvariant av antikens Zeus i de forntidsryska predikningarna mot hedendomen
- Alkonost, Sirin, Gamajon – mytiska fåglar med ursprung i den forntida ryska litteraturen

## Västslavernas gudar
De baltiska slavernas gudar

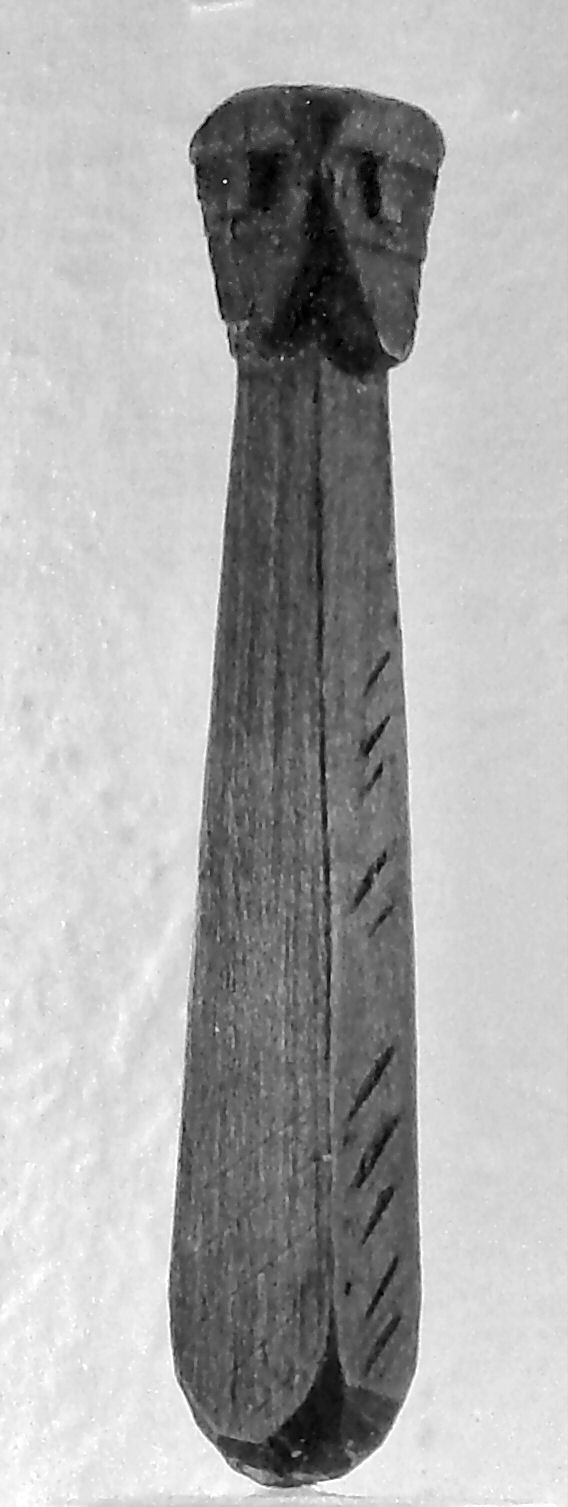
De baltiska slavernas avgudabild (ön Wolin)

- Svjatovit – Arkonas (Jaromarsburg) främste gud, förknippad med krig och seger.[5]
- Triglav – sin trakts främste gud, han förknippas med en helig korpsvart häst, hans avgudabild har tre huvuden[6]

Korenitsas tre gudar
- Jarovit – krigets och fruktbarhetens gud
- Ruevit – Korenitsas främste gud, krigsguden
- Porevit eller Porenut – en gud med oklara funktioner

Västslavernas årstidsväsen

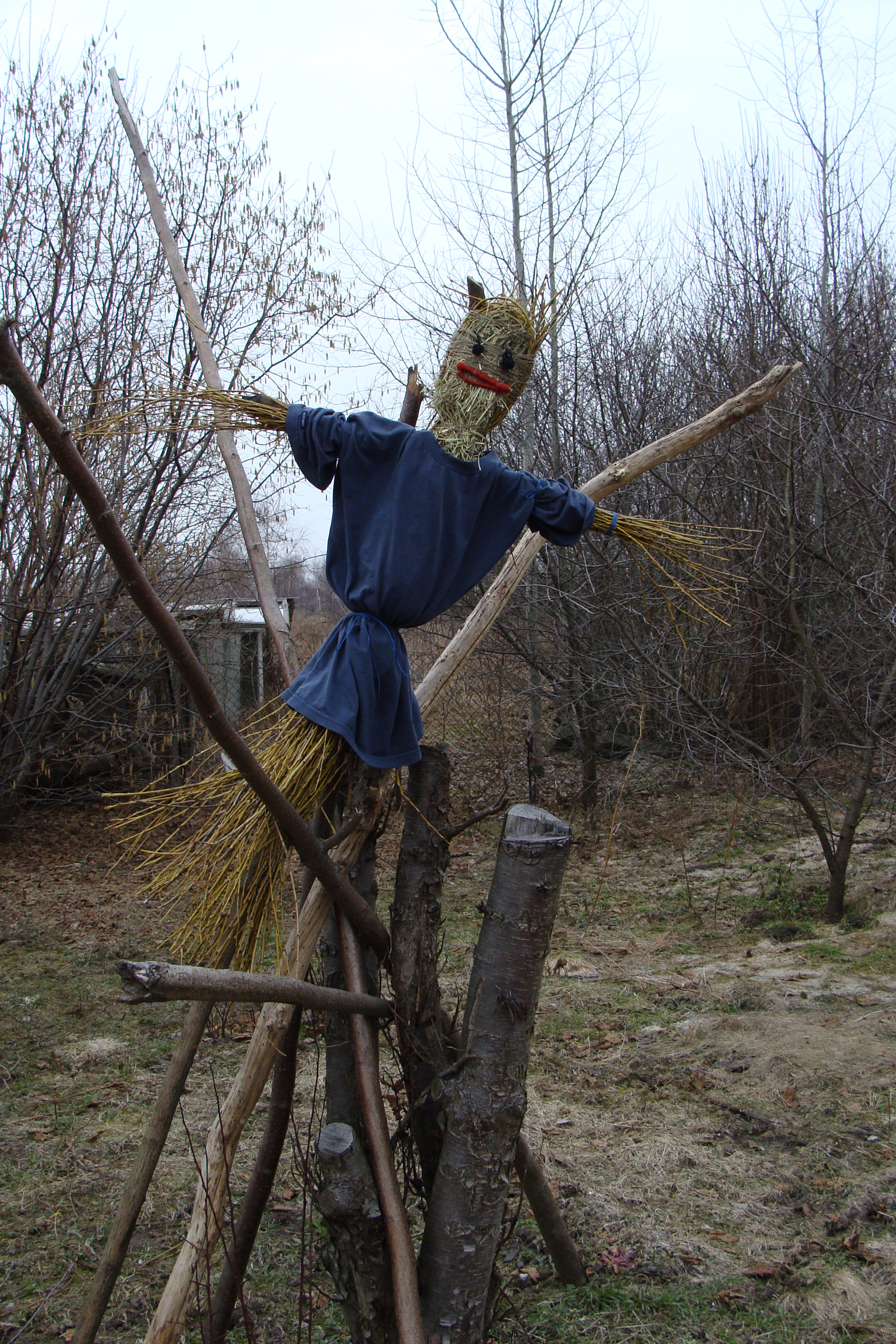
Marzjanadocka färdig att brännas

- Marena (Morena, Marzjana) – vårligt mytologiskt och rituellt väsen, en docka som förkroppsligar döden och vintern och som man dränker, sliter sönder eller bränner

Lägre väsen
- Rarog – mytologisk eldfågel
- Veles – djävul, demon i tjeckiska ordstäv
- Parom (Perun) – åberopas i förbannelser

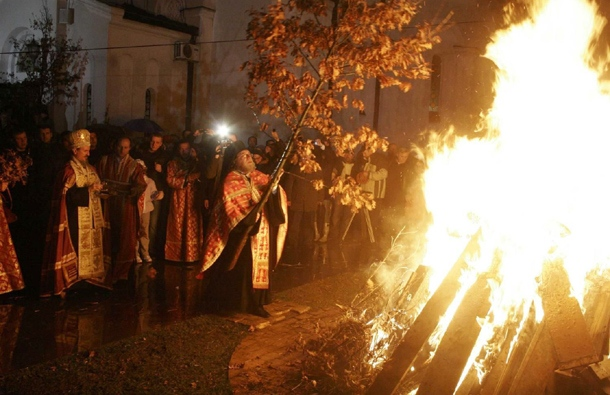
Badnjak bränns på bålet vid Sankt Savas kyrka i Belgrad, Serbien.

## Sydslavernas mytologiska väsen
- Badnjak – mytologiskt rituellt väsen som symboliserar det gamla året. Förkroppsligas genom ett vedträ som bränns under julen.
- Bozjitj – mytologiskt rituellt väsen som symboliserar det nya året. ”Den unge guden” i motsats till ”den gamle guden” Badnjak.
- Vilor – kvinnliga vattenandar, liknande rusalki
- German – årstidsväsen, förknippad med fruktbarhet
- Dabog – mytologiserad figur av ”härskaren på jorden” i motsats till Guden i himlen
- Dodola eller Paparuda – kvinnligt väsen som deltar i ritualer för att framkalla regn. Förknippad med Perun
- Zduchatj – människa eller djur som har förmågan att bekämpa oväder

## Mytologins lägre väsen
- Vålnader – människor som inte har dött en naturlig död (drunknade, självspillingar,  giftmördade osv)
- Rusalki – vålnaders själar som bor i vattnet
- Mavka – ond ande, rusalka
- Upyr – vålnad, som dödar människor och dricker deras blod[7]
- Onda andar vid juletid – olika invånare från den andra världen, som tränger in i denna världen under juletid, då porten mellan världarna står öppen
- Bes – ond människofientlig ande
- Varulv – trollkarl och hamnskiftare som tar varggestalt
- Bereginja – väsen med oklara funktioner (möjligen förknippad med växtlighetskulter)[c]
- Lichoradka – kvinnlig ande som bosätter sig i en människa och framkallar sjukdom
- Eldorm – demon som ser ut som ett eldklot och flyger ner i skorstenen och besöker kvinnor som längtar efter män
- Kikimora – ont kvinnligt väsen
- Polydnitsy – kvinnliga åkerandar som visar sig vid middagstiden (den varmaste tiden mitt på dagen)
- Domovoj – ande som beskyddar huset, husande
- Bannik – bastuandarnas herre
- Dvorovoj – gårdsandarnas herre
- Ovinnik – ladugårdsandarnas herre
- Vodjanoj – vattenandarnas herre
- Lesjij – skogsandarnas herre
- Baba-Jaga